# Tingakrossur
Tingakrossur war eine färöische Wochenzeitung, die von 1901 bis 1990 erschien.

## Geschichte
Die erste Ausgabe der Zeitung unter der Leitung von Kristin í Geil erschien am 1. Januar 1901. Anfangs noch hauptsächlich in dänischer Sprache geschrieben, wechselte sie mehr und mehr zur färöischen Sprache über und machte sich zum Sprachrohr der Anhänger einer Selbstverwaltung der Färöer. Nach der Parteienbildung wurde die Zeitung Parteiorgan des Sjálvstýrisflokkurin.
Das Wochenblatt bot auch jungen färöischen Schriftstellern und Dichtern die Möglichkeit, ihre Werke unter ein größeres Publikum zu bringen. So gehörte der Schriftsteller Rasmus Rasmussen (Regin í Líð) zu denen, die in den ersten Jahren regelmäßig Kurzgeschichten im Tingakrossur veröffentlichten.
Nachdem die Zeitung bereits von 1955 bis 1959 für ein paar Jahre nicht erschienen war, wurde ihr Erscheinen gut 30 Jahre später, im Jahr 1990, zu Beginn einer schweren Wirtschaftskrise auf den Färöern, endgültig eingestellt.

## Blattleitung
Unter den zahlreichen Leitern, die das Blatt hatte, sind die bekanntesten:
- Kristin í Geil, auch bekannt als Christian Holm Isaksen (1877–1935), der das Blatt von 1901 bis 1935 leitete, lediglich kurz unterbrochen durch Sverri Patursson, der ihn von 1911 bis 1912 ablöste.[2]
- Louis Zachariasen, Vorsitzender des Sjálvstýrisflokkurin, der von 1943 bis 1954 die Leitung innehatte.